# Rubén González Ávila
Rubén González Ávila (* um 1960 in Holguín) ist ein kubanischer Gitarrist und Musikpädagoge.
González besuchte von 1974 bis 1977 die Escuela Provincial de Artes “Raúl Gómez García” seiner Heimatstadt und bis 1982 die Escuela Nacional de Música in Havanna. Von 1986 nis 1991 studierte er mit dem Hauptfach klassische Gitarre am Instituto Superior de Arte, wo Alina Quesada, Efraín Amador und Aldo Rodríguez seine Lehrer waren. Schließlich nahm er an Meisterklassen von Leo Brouwer teil.
Er unterrichtete von 1982 bis 1984 an der Escuela Vocacional de Artes in  Holguín von 1984 bis 1995 an der Escuela Vocacional de Artes in Matanzas und wurde dann Professor am Conservatorio Nacional de Música von Santo Domingo. Auf Einladung der venezolanischen Fundación Calcano gab er Meisterklassen auf der Cátedra Latinoamericana Agustín Barrios Mangore. Seit 2000 leitet er den Concurso Nacional y Festival Internacional de Guitarra de la Republica Dominica.
González gab Konzerte in Kuba, Mexiko, Venezuela, Peru, der Dominikanischen Republik, Korea, Polen und den USA und nahm an internationalen Festivals in Havanna und Santo Domingo den dem Uczenia Festival in Warschau teil. Er trat mit der Warschauer Philharmonie,  dem Gran Mariscal de Ayacucho (Venezuela), der Sinfónica Nacional de República Dominicana, dem Orquesta Sinfónica de Matanzas, dem Orquesta Sinfónica de Oriente und der Camerata Brindis de Salas und gab 2002 im Teatro Nacional von Santo Domingo ein Konzert mit José Carreras und dem Orquesta Sinfónica de Santo Domingo.
Zu seinem Repertoire zählen u. a. das Concierto Andaluz und die Fantasía para un Gentilhombre von Joaquín Rodrigo, die Gitarrenkonzerte von Mauro Giuliani und Heitor Villa-Lobos, das Concierto Elegiaco und weitere Werke von Leo Brouwer sowie das Concerto Dominicano und das Concierto Peravia von Román Peña.

## Diskographie
- Concerto Dominicano, Concerto Peravia, Ten Pieces for Solo Guitar, Master Musicians Collective M M C, Boston
- Rubén González Interpreta, Enkiu, Santo Domingo
- Encuentro Enkiu, Santo Domingo
- La obra guitarristica de Leo Brouwer, Vol VI, EGREM, Kuba